# Sjeverna polutka
Sjevernom polutkom ili sjevernom hemisferom naziva se onaj dio zemljine kugle koji se nalazi sjeverno od ekvatora.
Astronomsko ljeto ovdje traje od lipnja do kolovoza, a zima od prosinca do veljače. 
Sjeverna polutka ima znatno više kopnenih površna nego južna polutka (67.3%) i zato ju se naziva još i kopnena hemisfera iako ima više udjela vode nego kopna. 
Na sjevernoj polutci se nalaze Europa, Azija (osim većine indonezijskih otoka), središnji i sjeverni dio Afrike te Sjeverna Amerika i sjeverni dio Južne Amerike.